# Hợp Nhất
Hợp Nhất là một xã thuộc huyện Đoan Hùng, tỉnh Phú Thọ, Việt Nam.

## Địa lý
Xã Hợp Nhất nằm ở phía đông huyện Đoan Hùng và là xã duy nhất của huyện nằm ở tả ngạn sông Lô, có vị trí địa lý:
- Phía đông giáp tỉnh Tuyên Quang
- Phía tây giáp thị trấn Đoan Hùng và xã Sóc Đăng
- Phía nam giáp xã Hùng Long
- Phía bắc giáp xã Chí Đám.

Xã Hợp Nhất có diện tích 18,90 km², dân số năm 2018 là 8.132 người, mật độ dân số đạt 430 người/km².

## Lịch sử
Địa bàn xã Hợp Nhất trước đây vốn là ba xã: Đại Nghĩa, Hữu Đô, Phú Thứ.
Trước khi sáp nhập, xã Phú Thứ có diện tích 5,31 km², dân số là 2.016 người, mật độ dân số đạt 380 người/km². Xã Đại Nghĩa có diện tích 8,43 km², dân số là 3.115 người, mật độ dân số đạt 370 người/km², có 12 thôn từ thôn 1 đến thôn 12. Xã Hữu Đô có diện tích 5,16 km², dân số là 3.001 người, mật độ dân số đạt 582 người/km².
Ngày 17 tháng 12 năm 2019, Ủy ban Thường vụ Quốc hội ban hành Nghị quyết 828/NQ-UBTVQH14 về việc sắp xếp các đơn vị hành chính cấp xã thuộc tỉnh Phú Thọ (nghị quyết có hiệu lực từ ngày 1 tháng 1 năm 2020). Theo đó, sáp nhập toàn bộ diện tích và dân số của ba xã Đại Nghĩa, Hữu Đô và Phú Thứ thành xã Hợp Nhất.